# Анощенко, Александр Дмитриевич
Александр Дмитриевич Анощенко (28 октября 1887, Харьков, Харьковская губерния, Российская империя — 10 января 1969, Москва, СССР) — советский редактор, режиссёр и сценарист.

## Биография
Родился 28 октября 1887 года в Харькове.
В 1906 году переехал в Германию на учёбу в технический институт, после его окончания в 1909 году вернулся обратно и поступил сразу же в два учебных заведения — Московский университет и Народную консерваторию, оба окончил в 1912 году. Начиная с 1912 года начал редакторскую деятельность — до 1914 года работал редактором журнала Кино, театр и жизнь. Принимал участие в Первой мировой войне, служил в воздушном флоте. В 1917 году был избран в Учредительное собрание, участник левой оппозиции. Занимал административные должности: заместитель заведующего Всероссийского фотокиноотдела (ВФКО) Народного комиссариата просвещения РСФСР, член правления акционерного общества «Пролеткино», директор конторы «Кино-Москва». Затем в 1923 году попробовал себя в качестве режиссёра — работал на киностудиях ВУФКУ, Госкино и Межрабпомфильм вплоть до 1927 года. В 1928 году устроился на работу в ГИК, где занимал должность декана художественного факультета вплоть до 1929 года, далее преподавал на сценарном факультете там же. В 1932 году был избран доцентом. В 1935 году был приглашён в Наркомтяжпром, где устроился на должность главного редактора киносектора. Всего принял участие в съёмках более чем 50 фильмов, среди которых 8 художественных, остальные — документальные и научно-популярные. Являлся одним из инициаторов создания киножурнала Наука и техника.
Скончался 10 января 1969 года в Москве. Похоронен на Ваганьковском кладбище.

## Фильмография

### Режиссёр
- 1919 — Беглец
- 1924 —
  - Всем на радость + сценарист
  - К надземным победам
- 1925 — Чудесная книжка + сценарист
- 1926 —
  - Тени Бельведера
  - Трипольская трагедия
- 1940 — Второе Баку

### Сценарист
- 1931 — Труба трубит тревогу, Танька та бойне